# Johannes Bergmann
Johannes Ernst Bergmann, né le 17 mai 1845 à Barmen en province de Rhénanie et décédé à une date inconnue, est un juge allemand qui est conseiller étranger au Japon durant l'ère Meiji.

## Biographie
Bergmann grandit à Berlin où il étudie au lycée Frédéric-Guillaume. Il entre à la faculté de droit de l'Université Humboldt de Berlin en 1865, poursuit à l'université de Heidelberg en 1866/67 puis retourne à Berlin en 1867/68. En 1868, il devient candidat pour la haute fonction publique après avoir réussi le premier examen d'état (Referendar), en 1869, il sert dans l'armée et en 1874, il réussit son second examen d'état et devient assesseur. En 1877, il est nommé juge à la cour locale et, le 1er octobre 1879, juge de district à Magdebourg.
Il est ensuite engagé par le gouvernement japonais comme conseiller étranger en droit et traducteur. Il arrive au Japon le 30 mars 1887. Il réside d'abord à Yokohama tout en travaillant à Tokyo mais lorsque la résidence prévue est prête en juillet 1887, il déménage dans la capitale. Il devient membre du comité consultatif étranger législatif.
Il épouse une certaine Henriette et a 5 enfants (Edward, Elisabeth, Harriet, Margarete, Ellen - deux restent en Allemagne, deux rejoignent leurs parents au Japon, et un fils est né au Japon). Henriette est de constitution fragile et meurt le 11 octobre 1888. Elle est enterrée au cimetière d'Aoyama de Tokyo, la tombe existe toujours aujourd'hui.
Après la mort de sa femme, Bergmann quitte le Japon le 9 octobre 1889 et retourne en Allemagne. Le 26 mars 1891, il est nommé juge de la cour suprême à Celle, puis conseiller judiciaire privé le 2 juin 1902. Il prend sa retraite en 1904. En 1935, il est officiellement honoré à l'occasion 90e anniversaire. On ignore cependant l'année de sa mort.